# 內博伊薩·約克斯莫維奇
內博伊薩·約克斯莫維奇（1981年11月17日—），斯洛維尼亞籃球運動員，現在效力於斯洛文尼亞球隊庫爾卡籃球俱樂部，他也是斯洛維尼亞國家男子籃球隊的一員。